# Neivamyrmex coeca
Neivamyrmex coeca es una especie de hormiga guerrera del género Neivamyrmex, subfamilia Dorylinae. Esta especie fue descrita científicamente por Buckley en 1867.